# Storeria storerioides
Espèce
Synonymes
- Tropidoclonium storerioides Cope, 1866
- Hemigenius variabilis Dugès, 1888

Statut de conservation UICN

 LC  : Préoccupation mineure
Storeria storerioides est une espèce de serpents de la famille des Natricidae. 

## Répartition
Cette espèce est endémique du Mexique. Elle se rencontre dans les États de San Luis Potosí, Puebla, de Jalisco, de Guerrero, de Durango, de Guanajuato, de Morelos, de Querétaro, d'Aguascalientes, de Sinaloa et dans le District Fédéral.

## Étymologie
Cette espèce est nommée en l'honneur de David Humphreys Storer.

## Publications originales
- Cope, 1865 : Third contribution to the herpetology of tropical America. Proceedings of the Academy of Natural Sciences of Philadelphia, vol. 17, p. 185-198 (texte intégral).